# نانسی سیلورتون
نانسی سیلورتون (انگلیسی: Nancy Silverton؛ ‏ ۲۰ ژوئن ۱۹۵۴) سرآشپز، شیرینی‌پز و نانوای اهل ایالات متحده آمریکا بود. او برندهٔ جایزهٔ «سرآشپز برجسته» از «بنیاد جیمز بیرد» شد. سیلورتون به خاطر نقشش در محبوب ساختن نان‌های خمیر ترش و نان‌های صنعتی در ایالات متحده شناخته می‌شود. روزنامهٔ لس آنجلس تایمز درباره‌اش نوشت: «او نه تنها به لس آنجلس نان با کیفیت و عالی را هدیه داد، بلکه از طریق کارهایش در رستوران کامپانیل، عملاً تعریف جدیدی از دسر ارائه کرد.»